# Rudolf II (książę austriacki)
Rudolf II (ur. 1270, zm. 10 maja 1290 w Pradze) – syn króla Niemiec Rudolfa I i jego pierwszej żony Gertrudy von Hohenberg.
W 1282 r. wraz ze starszym bratem Albrechtem został podniesiony do stanu książąt Rzeszy i były im obu nadane ziemie odebrane królowi Czech Przemysłowi Ottokarowi II. Nadanie opierało się na prawie alemańskim i okazało się niemożliwe do zastosowania w warunkach austriackich. 1 czerwca 1283 r. pod naciskiem stanów jedynym panem został ogłoszony Albrecht. Rudolf miał w ciągu 4 lat otrzymać jakieś księstwo, królestwo lub odszkodowanie w pieniądzach. Od 1273 nosił tytuł księcia Szwabii. Ojciec zamierzał także uczynić go swoim następcą na tronie niemieckim. W tej sytuacji Rudolf II zajął się administrowaniem rodowymi majątkami. Zmarł podczas odwiedzin u siostry Guty, żony króla Czech Wacława II. Został pochowany na Hradczanach. W 1373 r. Karol IV polecił przenieść jego szczątki do katedry św. Wita.
Rudolf II ożenił się w 1278 r. z Agnieszką (ur. 5 września 1269, zm. 17 maja 1296 r.), córką Przemysła Ottokara II. Miał pogrobowego syna Jana Parricidę.